# Maria Palmer
Pour les articles homonymes, voir Palmer.

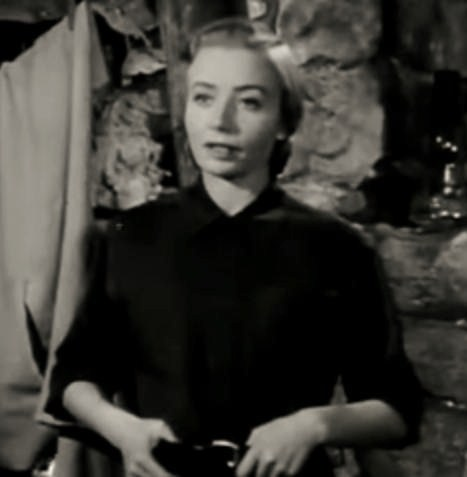
Dans Jours de gloire (1944)

Maria Pichler — née le 5 septembre 1917 à Vienne (alors Autriche-Hongrie), morte le 6 septembre 1981 à Los Angeles (Californie) — est une actrice américaine d'origine autrichienne, connue sous le nom de scène de Maria Palmer.

## Biographie
Au cinéma, Maria Palmer apparaît enfant dans un film muet autrichien sorti en 1923. Puis, émigrée aux États-Unis en 1938, elle contribue à quatorze films américains, le premier étant Mission à Moscou de Michael Curtiz (1943, avec Walter Huston et Ann Harding).
Suivent entre autres Jours de gloire de Jacques Tourneur (1944, avec Gregory Peck et Tamara Toumanova), L'Orchidée blanche d'André De Toth (1947, avec Barbara Stanwyck et David Niven), Proprement scandaleux de Melvin Frank et Norman Panama (1951, avec Ezio Pinza et Janet Leigh), ou encore La Maîtresse de papa de David Butler (1953, avec Doris Day et Gordon MacRae) ; son dernier film américain sort en 1958.
Pour la télévision, outre un téléfilm diffusé en 1950, elle se produit dans trente-quatre séries américaines à partir de 1949, dont Rawhide (deux épisodes, 1962) et Perry Mason (deux épisodes, 1962-1963) ; sa dernière série est Sur la piste du crime (un épisode, 1967).
Après des débuts au théâtre dans son pays natal, Maria Palmer joue ensuite aux États-Unis, notamment à Broadway (New York). Là, sa première pièce en 1942 est une adaptation du roman Lune noire de John Steinbeck (avec Lyle Bettger et Otto Kruger).
Après une deuxième pièce en 1948 à Broadway, elle y revient une troisième et dernière fois dans une adaptation du Journal d'Anne Frank, représentée de 1955 à 1957 (elle reprend le rôle d'Edith Frank, tenu initialement par sa compatriote Gusti Huber).
Maria Palmer meurt en 1981, au lendemain de son 64e anniversaire, des suites d'un cancer.

## Filmographie partielle

### Cinéma
- 1943 : Mission à Moscou (Mission to Moscow) de Michael Curtiz : Tanya Litvinov
- 1944 : Jours de gloire (Days of Glory) de Jacques Tourneur : Yelena
- 1945 : Deanna mène l'enquête (Lady on a Train) de Charles David : Margo Martin
- 1946 : Rendezvous 24 de James Tinling : Greta Holvig
- 1947 : Le Traquenard (The Web) de Michael Gordon : Martha Kroner
- 1947 : L'Orchidée blanche (The Other Love) d'André De Toth : Huberta
- 1948 : 13 Lead Soldiers de Frank McDonald : Estelle Prager / Estelle Gorday
- 1950 : Cœurs enflammés (Surrender) d'Allan Dwan : Janet Barton
- 1951 : Proprement scandaleux (Strictly Dishonorable) de Melvin Frank et Norman Panama : la comtesse Lili Szadvany
- 1953 : La Maîtresse de papa (By the Light of the Silvery Moon) de David Butler : Renee LaRue
- 1953 : Héros sans gloire (Flight Nurse) d'Allan Dwan : capitaine Martha Ackerman
- 1956 : Three for Jamie Dawn de Thomas Carr : Julia Karek

### Télévision
(séries)
- 1959 : One Step Beyond (Alcoa Presents: One Step Beyond)
  - Saison 1, épisode 14 The Secret de John Newland : Sylvia Ackroyd
- 1962 : Rawhide
  - Saison 4, épisode 16 Les Fiancées de l'Ouest (The Woman Trap - Emilie) et épisode 28 Les Immigrants (The Immigrants - Elsa) de Tay Garnett
- 1962-1963 : Perry Mason, première série
  - Saison 5, épisode 26 The Case of the Borrowed Baby (1962) : Florence Wood
  - Saison 6, épisode 21 The Case of the Lawful Lazarus (1963) de Jesse Hibbs : Nora Kasner
- 1967 : Sur la piste du crime (The F.B.I.)
  - Saison 3, épisode 10 Blueprint for Betrayal de William Hale : Anna Zolti

## Théâtre à Broadway (intégrale)
- 1942 : Lune Noire (The Moon Is Down), adaptation du roman éponyme de John Steinbeck, mise en scène de Chester Erskine : Molly Morden
- 1948 : The Vigil de Ladislas Fodor : Mary Magdalene
- 1955-1957 : Le Journal d'Anne Frank (The Diary of Anne Frank), adaptation par Frances Goodrich et Albert Hackett du journal éponyme d'Anne Frank, mise en scène de Garson Kanin : Edith Frank (remplacement, dates non spécifiées)